# Маркотхський хребет

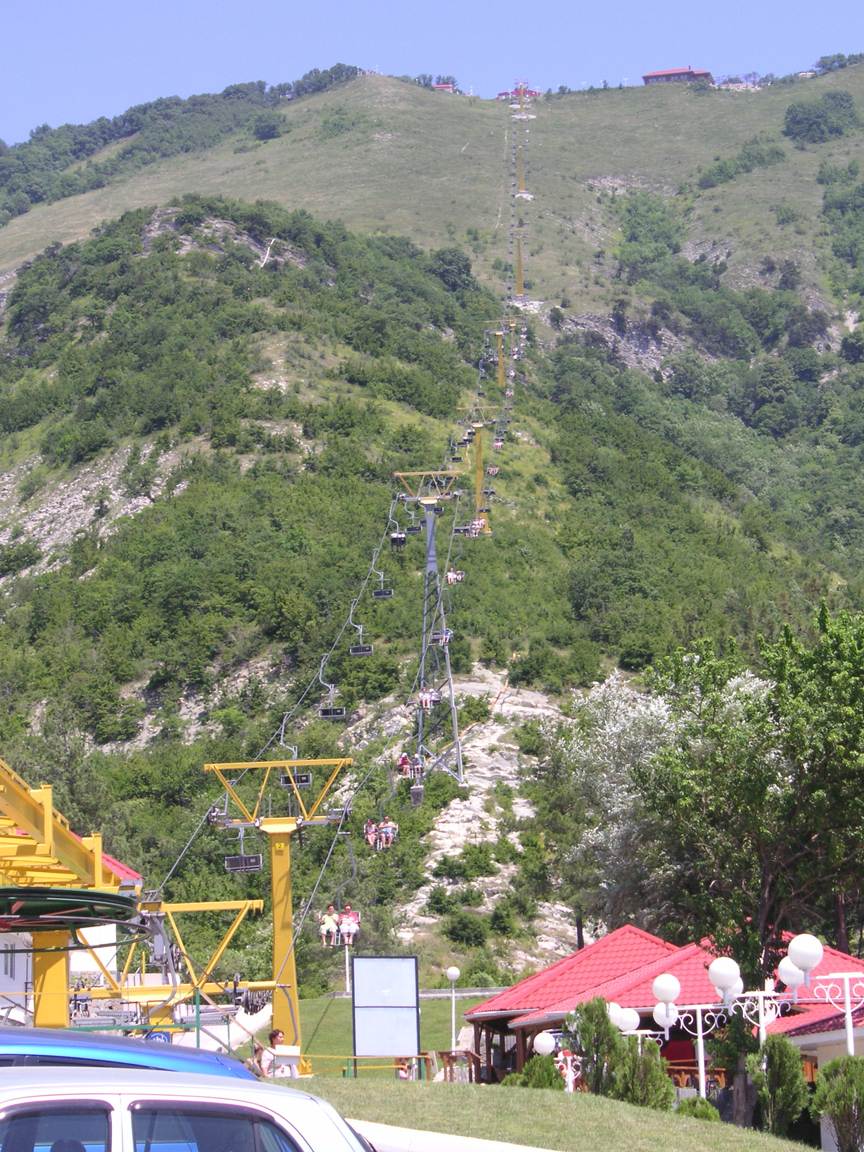
Канатна дорога на вершину хребта з Геленджика

Маркотхський хребет, Марко́тх (від адиг. — ожиновий хребет) — гірський хребет у північно-західній частині Великого Кавказу, що проходить паралельно і південніше Головного Кавказького хребта та є щодо акваторії Чорного моря є хребтом другої лінії (на першій паралельно йому тягнеться невисокий хребет Туапхат). У долині між двома хребтами прокладена траса Кабардинка — Геленджик.

## Географія
Тягнеться вздовж узбережжя Чорного моря на 90 км. У північній частині Маркотх є пологим підйомом на північ від Новоросійська, потім тягнеться з північного заходу на південний схід на 43 км паралельно Абрауському півострову. Розташовано на територіях, підлеглих містам Новоросійськ і Геленджик Краснодарського краю. Максимальна висота — 717 м (гора Радгоспна (раніше Нако) на північний захід від Кабардинки). Завершується урвищем до р. Адерба на схід від Геленджика.
На хребті знаходиться пам'ятник природи — Шесхариське ялівцеве рідколісся
Певною мірою хребет захищає чорноморське узбережжя Росії від вторгнень великих мас холодного північного повітря, але не настільки високий, щоб перешкоджати переміщенню вологого чорноморського повітря через перевали. Тому на чорноморському узбережжі хребта панує сухий середземноморський клімат, у північних відрогів — помірний.
Маси холодного повітря іноді долають хребет, та дмуть на узбережжі холодними вітрами (бора).
Складений Маркотхський хребет в основному осадовими породами крейдового періоду: пісковики, вапняки, глини. Але основою хребта є мергель, що використовують на виготовлення цементу.
Як і кримські яйли, вершина Маркотхського хребта де що пласка, безліса. На вершину хребта з Геленджика прокладені 2 канатні дороги.
Хребет є важливим об'єктом місцевого рекреаційного туризму.